# Locomotief (spoorwegmaterieel)

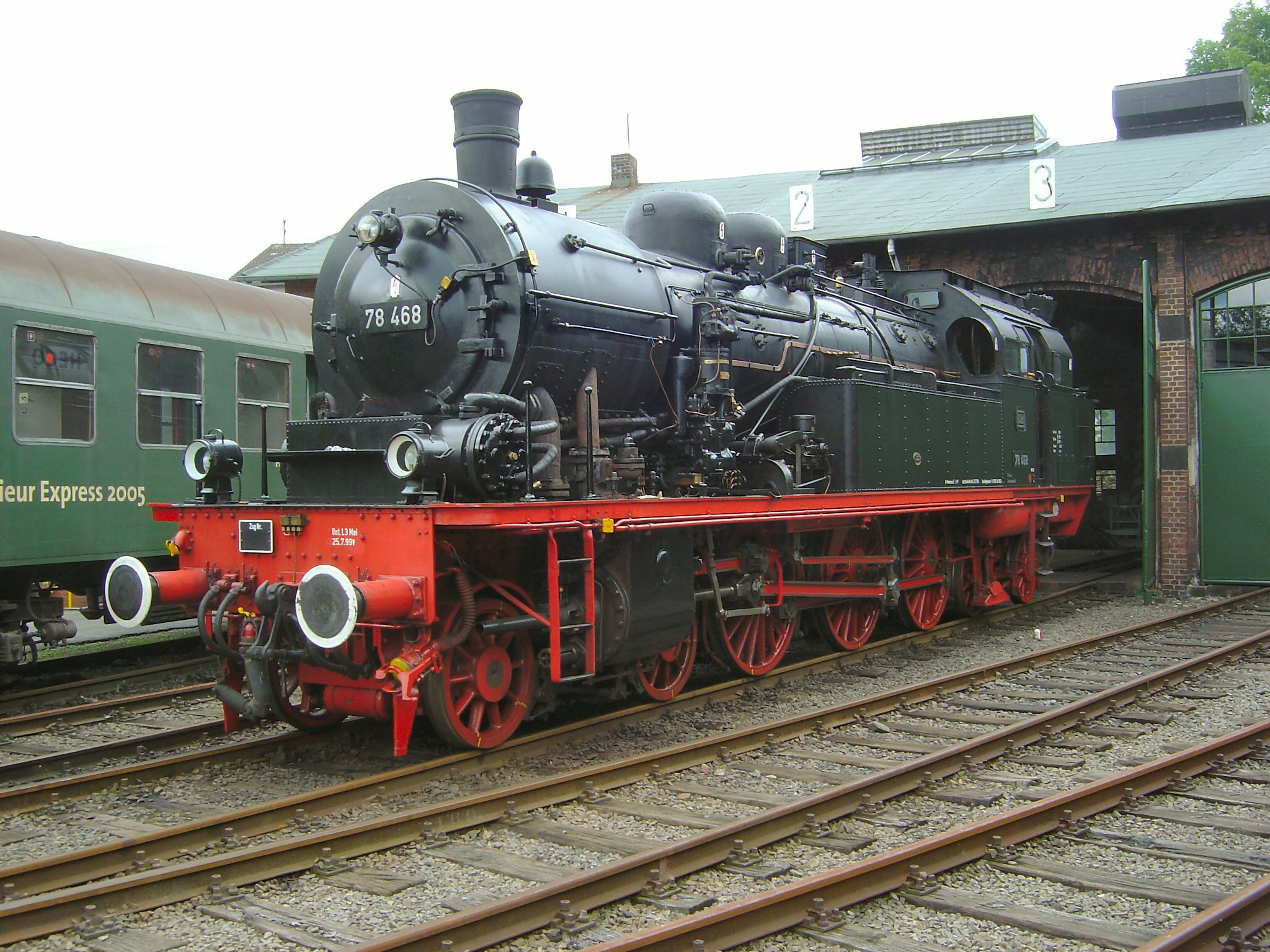
Stoomlocomotief in Dieringhausen, Duitsland; tenderlocomotief 78 468

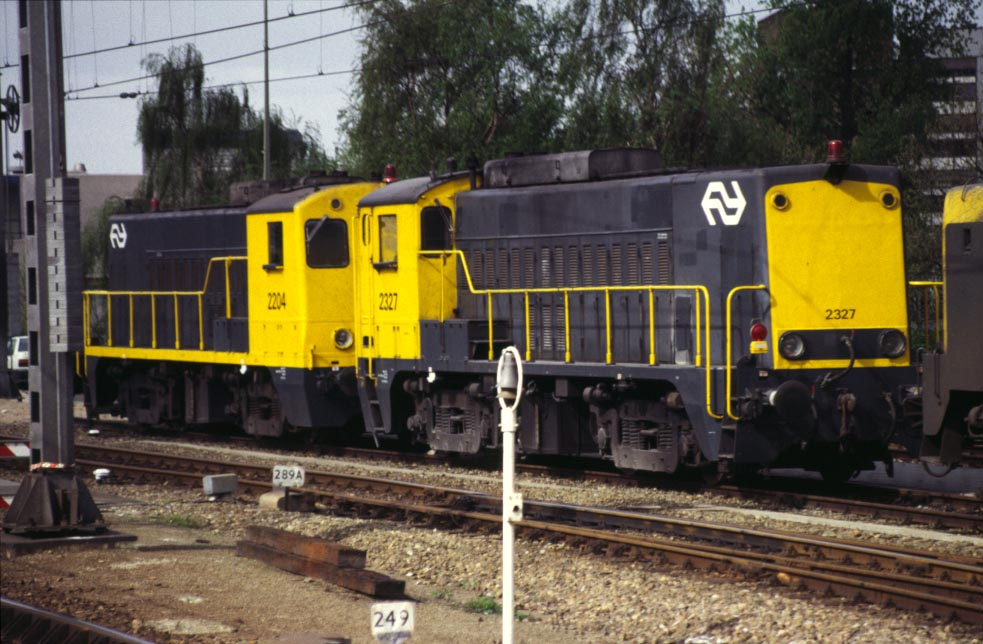
Twee diesellocomotieven serie NS 2200

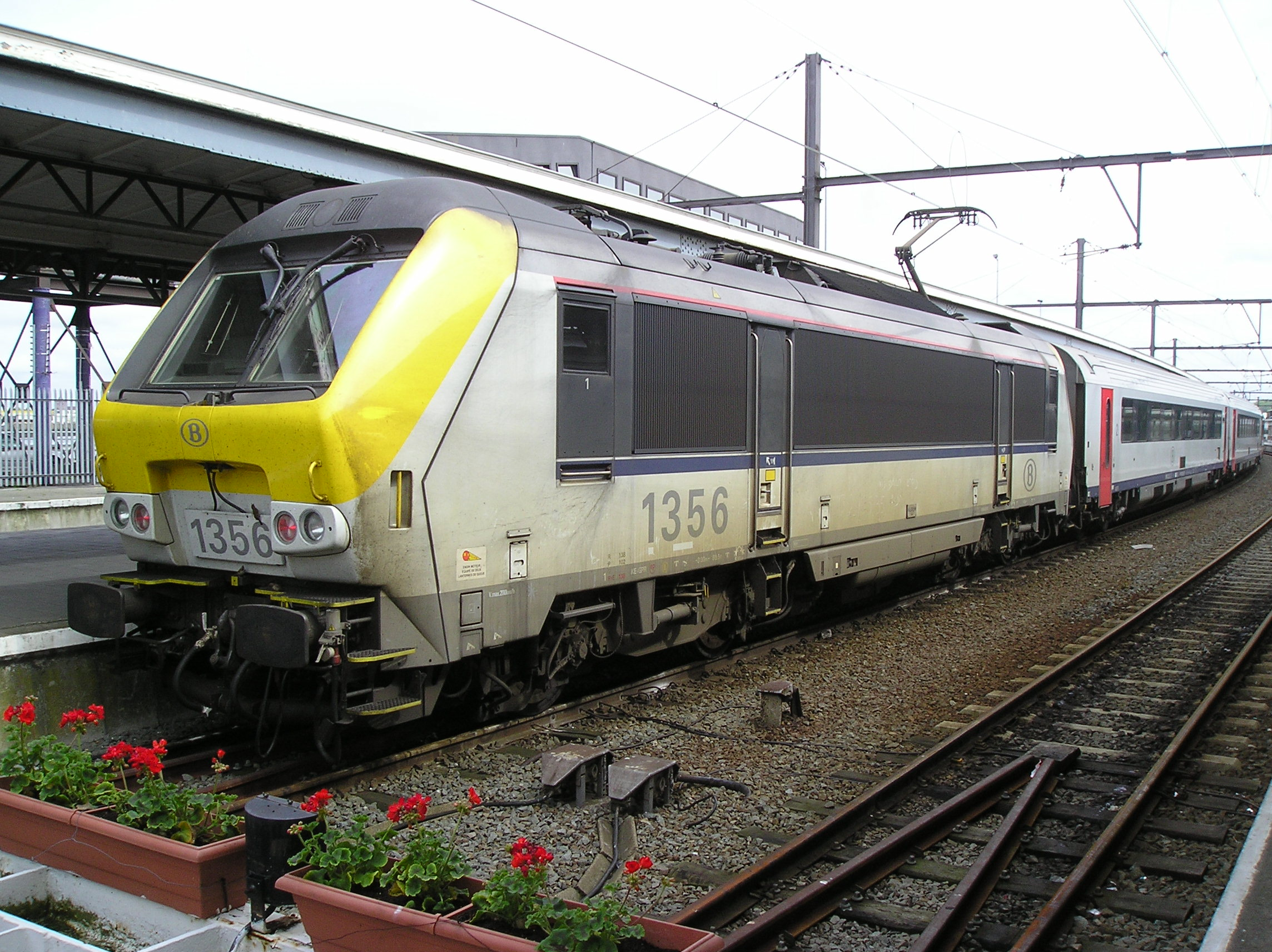
Elektrische locomotief reeks 13 van de NMBS in Oostende

Een locomotief wordt gebruikt voor het aandrijven van treinen of rangeerdelen. Bij getrokken treinen trekt de locomotief de trein. Bij trek-duwtreinen kan de locomotief de rijtuigen ook duwen. De locomotief wordt in dit geval bestuurd vanuit een stuurstandrijtuig.
Men kan locomotieven indelen naar hun energiebron:
- stoomlocomotief
- elektrische locomotief
- diesellocomotief

En naar hun functie, bijvoorbeeld:
- rangeerlocomotief
- goederentreinlocomotief
- sneltreinlocomotief

## Internationaal verkeer
Vanwege de verschillen in bovenleidingspanning tussen de spoorwegen van verschillende landen, moeten treinen met een elektrische locomotief vaak van locomotief wisselen aan de grens. Dat is niet nodig bij het gebruik van diesellocomotieven of meersysteemlocomotieven, zodat men onafhankelijk is van de verschillende bovenleidingsspanningen. 
Steeds meer locomotieven zijn geschikt voor het rijden in verschillende landen. Voor het treinverkeer tussen Nederland en België werden sinds 1974 hiervoor speciaal verbouwde HLE 25 locomotieven ingezet die onder beide bovenleidingsspanningen konden rijden. In dit geval was dit relatief eenvoudig te realiseren doordat de systemen niet sterk van elkaar verschillen: in beide gevallen wordt gelijkspanning gebruikt, alleen de spanning verschilt: in Nederland 1500 V, in België 3000 V. Deze locomotieven dienen dan wel te zijn voorzien van de in de diverse landen gebruikte treinbeïnvloedingssystemen, en door de autoriteiten in die landen te zijn toegelaten.